# MAGURA V5
MAGURA V5 (англ. Maritime Autonomous Guard Unmanned Robotic Apparatus V-type) — украинский многоцелевой надводный безэкипажный катер (БЭК), способный выполнять различные задачи: наблюдение, разведку, патрулирование, поисково-спасательные операции, противоминное противодействие и иные боевые задачи.

## Разработка
В ноябре 2022 года правительство Украины заявило о разработке украинского боевого надводного беспилотника с дальностью действия до 800 км. Аппарат впервые был представлена на Международной выставке оборонной промышленности (IDEF), которая проходила с 25 по 28 июля 2023 года в Стамбуле, Турция. 29 июля 2023 года в репортаже CNN было подтверждено, что MAGURA V5 существует не только как выставочный образец, но и как полностью боеспособная система. Украинский разработчик сообщил CNN, что дрон создан на основе гидроцикла Jet Ski и управляется через систему Starlink.

## Боевое применение
В ноябре 2023 года в ходе одного из документально подтверждённых случаев оперативного использования дронов были уничтожены два десантных корабля ДКА 1176 «Акула» и ДКА 11770 «Серна», пришвартованных на базе ВМФ России в Черноморском.
В январе 2024 года начальник Главного управления разведки Минобороны Украины генерал К. А. Буданов сообщил, что несколько дронов MAGURA V5 потопили российский ракетный катер «Ивановец».
14 февраля 2024 года несколько беспилотников MAGURA V5 были использованы для атаки десантного корабля «Цезарь Куников» вблизи Алупки.
5 марта 2024 года беспилотник MAGURA V5 был использован для атаки корабля «Сергей Котов» вблизи Керченского моста.
31 декабря 2024 года появилось видео, где, как утверждает ГУР МОУ, запечатлено, как морской дрон Magura V5 при помощи Р-73 сбил российский Ми-8.
2 мая 2025 года морские дроны сбили 2 российских истребителя Су-30 ракетами AIM-9M над Черным морем возле Новороссийска.

## Тактико-технические характеристики
Некоторые технические характеристики дрона были опубликованы Минцифры Украины в ноябре 2022 года:
- Длина: 5,5 м
- Общий вес: < 1000 кг
- Полезная нагрузка: 320 кг
- Боевой радиус действия: до 400 км
- Дальность действия: до 800 км
- Автономность: до 60 часов
- Боевая нагрузка: до 200 кг
- Крейсерская скорость: 41 км/ч
- Максимальная скорость: 78 км/ч
- Методы навигации: автоматические ГНСС, инерциальные, визуальные.
- Передача видео: до трёх видеопотоков HD
- Криптографическая защита: 256-битное шифрование.
- Стоимость комплекса: около 373 тыс. долл. США. для внутреннего рынка и сил обороны Украины.

Сообщается, что помимо самого дрона, оснащённого системой автопилота, видеоподсистемами, включая ночное видение, резервными модулями связи и боевой частью, комплекс включает в себя наземную автономную станцию управления, систему транспортировки и хранения и центр обработки данных.